# Quan tothom viurà d'amor
Quan tothom viurà d'amor és el títol de la versió catalana de Marina Rossell de la cançó Quand les hommes vivront d'amour del cantant quebequès Raymond Lévesque composta en l'any 1956, quan vivia a París. La lletra, escrita durant la guerra d'Algèria, fa una crida per la pau i en favor de l'humanisme.
La cançó original va ser gravada per Eddie Constantine inicialment, però poc després, el seu autor la popularitzà. Per a Lévesque va ser la més coneguda de la seva carrera i la que el va fer famós, i la gravà manta vegades. Al llarg dels anys, altres artistes l'han interpretada, en el seu francès originari o traduïda a altres llengües (com el català). En l'any 2005, en el marc d'un concurs de la Fête nationale du Québec, el Mouvement national des Québécoises et Québécois la designà com la preferida dels quebequesos i una de les millors de tots els temps. El 2006 i en ocasió del cinquantè aniversari, se'n va fer un àlbum que recollí diverses versions de la cançó.
En l'any 1985 Marina Rossell la gravà en el seu disc Barca del Temps (CBS S-26843 LP), i a l'any següent aparegué en el senzill Quan tothom viurà d'amor (CBS LPP), les dues vegades amb acompanyament vocal de Lluís Llach. El 1990, CBS-EPIC la reedità en el disc i casset Les millors cançons, en la mateixa versió de Marina Rossell amb Lluís Llach, i reaparegué en CD el 1997 (Ediciones del Prado-Sony).